# Barfüsserkirche (Schaffhausen)

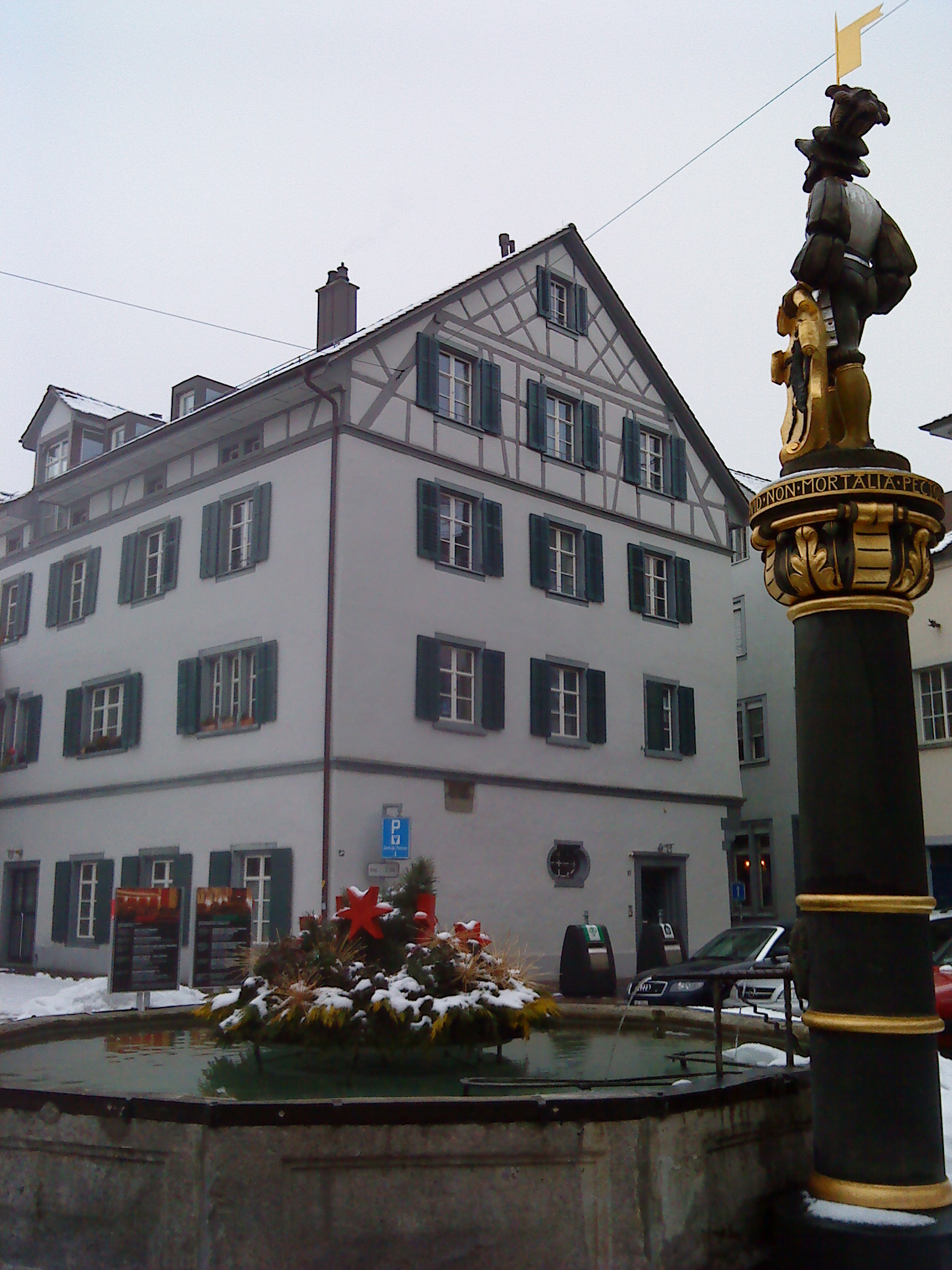
Ehemaliges Konventgebäude am Platz in Schaffhausen

Die Barfüsserkirche in Schaffhausen war eine dreischiffige Kirche entlang der heutigen Stadthausgasse. Sie war 67 m lang und übertraf mit ihrer Länge die Stadtkirche St. Johann um 9 m. Das Barfüsserkloster wurde 1250 gegründet und 1529 infolge der Einführung der Reformation aufgehoben. Die Kirche wurde in drei Etappen abgebrochen, um neue Gebäude errichten zu können: 1543 der Chor, 1729 folgte das westliche Kirchenschiff und 1837 der Mittelteil. Teile des Konventgebäudes mit dem Kreuzgang bestehen noch heute.
An der Stelle der ehemaligen Barfüsserkirche steht heute das Stadthaus. In der Krumm- und Stadthausgasse ist der Grundrisse der Westfassade der Barfüsserkirche weiss in der Pflästerung markiert.

## Quelle
- Infotafel am Stadthaus

Koordinaten: 47° 41′ 49,2″ N, 8° 38′ 3,9″ O; CH1903: 689763 / 283616